# Hokuto (Yamanashi)
Hokuto (Japans: 北杜市, Hokuto-shi) is een stad in de Japanse prefectuur  Yamanashi. In 2014 telde de stad 45.894 inwoners.

## Geschiedenis
Op 1 november 2004 werd Hokuto benoemd tot stad (shi). De stad ontstond die dag door het samenvoegen van de gemeenten Hakushu (白州町), Nagasaka (長坂町), Sutama (須玉町), Takane (高根町) en de dorpen Akeno (明野村), Mukawa (武川村) en Oizumi (大泉村). In 2006 werd de gemeente Kobuchisawa (小淵沢町) toegevoegd aan de stad.

## Partnersteden
- Fukuroi, Japan sinds 1987
- Joetsu, Japan sinds 1991
- Hamura, Japan sinds 1996
- Nishitokyo, Japan sinds 1999
- Madison County, Verenigde Staten sinds 1990
- Le Mars, Verenigde Staten sinds 1993
- Pocheon, Zuid-Korea sinds 2003
- Manciano, Italië

Steden:
Chuo · Fuefuki · Fujiyoshida · Hokuto · Kai · Kofu (hoofdstad) · Koshu · Minami-Alps · Nirasaki · Otsuki · Tsuru · Uenohara · Yamanashi

Districten:
Kitatsuru · Minamikoma · Minamitsuru · Nishiyatsushiro · Nakakoma
Gemeenten per district